# Liste des députés de l'Essonne
 (mai 2025).
Cette liste présente les députés élus dans le département français de l'Essonne depuis sa création le 1er janvier 1968.

## XVIIelégislature(depuis 2024)
| Circonscription     | Identité                       | Parti | Parti | Autres mandats | Suppléant         | Photo |
| ------------------- | ------------------------------ | ----- | ----- | --- | ----------------- | ----- |
| 1re circonscription | Farida Amrani                  |       | LFI   | Conseillère municipale d'Évry-Courcouronnes (2014-2020) Députée de la circonscription depuis 2022                                                                                               | Oscar Segura      |       |
| 2e circonscription  | Nathalie Da Conceicao Carvalho |       | RN    | Députée de la circonscription depuis 2022 | Carlos Cabrera    |       |
| 3e circonscription  | Steevy Gustave                 |       | LÉ    | Conseiller municipal de Brétigny-sur-Orge (2001-) | Pascale Perron    |       |
| 4e circonscription  | Marie-Pierre Rixain            |       | RE    | Députée de la circonscription depuis 2017 | Igor Trickovski   |       |
| 5e circonscription  | Paul Midy                      |       | RE    | Conseiller municipal de Fontainebleau (2016-2020) | Anne Cornier      |       |
| 6e circonscription  | Jérôme Guedj                   |       | PS    | Conseiller régional d'Île-de-France (2021-), Conseiller départemental de l'Essonne (1998-2021), Président du conseil général de l'Essonne (2011-2015), Député de la circonscription (2012-2014) | Rafika Rezgui     |       |
| 7e circonscription  | Claire Lejeune                 |       | LFI   | Co-secrétaire fédérale des Jeunes Écologistes (2019-2020) | Yanisse Lalouci   |       |
| 8e circonscription  | Bérenger Cernon                |       | LFI   | | Céline Ciéplinski |       |
| 9e circonscription  | Julie Ozenne                   |       | LÉ    | Conseillère municipale de Vigneux-sur-Seine | Sami Hedjem       |       |
| 10e circonscription | Antoine Léaument               |       | LFI   | Député de la circonscription depuis 2022 | Anaïs Köse        |       |

## XVIelégislature(2022-2024)

Carte électorale des circonscriptions en 2022.

| Circonscription     | Identité                       | Parti | Parti | Autres mandats | Suppléant            | Photo |
| ------------------- | ------------------------------ | ----- | ----- | --- | -------------------- | ----- |
| 1re circonscription | Farida Amrani                  |       | LFI   | Conseillère municipale d'Évry-Courcouronnes (2014-2020) | Oscar Segura         |       |
| 2e circonscription  | Nathalie Da Conceicao Carvalho |       | RN    | | Valérie Girard       |       |
| 3e circonscription  | Alexis Izard                   |       | LREM  | Conseiller municipal de Savigny-sur-Orge (2020-) | Nadia Le Bournot     |       |
| 4e circonscription  | Marie-Pierre Rixain            |       | LREM  | Députée de la circonscription depuis 2017 | Igor Trickovski      |       |
| 5e circonscription  | Paul Midy                      |       | LREM  | Conseiller municipal de Fontainebleau (2016-2020) | Florence Noirot      |       |
| 6e circonscription  | Jérôme Guedj                   |       | PS    | Conseiller régional d'Île-de-France (2021-), Conseiller départemental de l'Essonne (1998-2021), Président du conseil général de l'Essonne (2011-2015), Député de la circonscription (2012-2014) | Hella Kribi-Romdhane |       |
| 7e circonscription  | Robin Reda                     |       | LREM  | Député LR de la circonscription depuis 2017, Conseiller régional d'Île-de-France (2021-, 2015-2017), Maire de Juvisy-sur-Orge (2014-2017)                                                       | Jean-Marie Vilain    |       |
| 8e circonscription  | Nicolas Dupont-Aignan          |       | DLF   | Député de la circonscription depuis 1997, Maire d'Yerres (1995-2017) | Bernadette Beck      |       |
| 9e circonscription  | Marie Guévenoux                |       | LREM  | Députée de la circonscription depuis 2017 | Eric Husson          |       |
| 10e circonscription | Antoine Léaument               |       | LFI   | | Anaïs Köse           |       |

## XVelégislature(2017-2022)

Carte électorale des circonscriptions en 2017.

| Circonscription     | Identité                                  | Parti | Parti                                             | Suppléant                              | Autres mandats                                                              |
| ------------------- | ----------------------------------------- | ----- | ------------------------------------------------- | -------------------------------------- | --------------------------------------------------------------------------- |
| 1re circonscription | Manuel Valls Jusqu'en octobre 2018        |       | DVG                                               | Marie-Hélène Bacon                     | Conseiller municipal d'Évry                                                 |
| 1re circonscription | Francis Chouat À compter de novembre 2018 |       | DVG (jusqu'en 2020) TdP (depuis 2020)             | Tracy Keita                            | Maire d'Évry (2012 → 2018)                                                  |
| 2e circonscription  | Franck Marlin Jusqu'en août 2020          |       | LR                                                | Bernard Bouley                         | Maire d'Étampes (1995 → 2017)                                               |
| 2e circonscription  | Bernard Bouley À compter d'août 2020      | —     | LR                                                | Conseiller municipal de Milly-la-Forêt |                                                                             |
| 3e circonscription  | Laëtitia Romeiro Dias                     |       | LREM                                              | Jean-Yves Wattre                       |                                                                             |
| 4e circonscription  | Marie-Pierre Rixain                       |       | LREM                                              | Régis Carpentier                       |                                                                             |
| 5e circonscription  | Cédric Villani                            |       | LREM (jusqu'en 2020) SE (depuis 2020)             | Baptiste Fournier                      |                                                                             |
| 6e circonscription  | Amélie de Montchalin Jusqu'en mai 2019    |       | LREM                                              | Stéphanie Atger                        |                                                                             |
| 6e circonscription  | Stéphanie Atger À compter de mai 2019     |       | LREM                                              | —                                      |                                                                             |
| 7e circonscription  | Robin Reda                                |       | LR (jusqu'en 2019 ; depuis 2021) SL (depuis 2019) | Jean-Marie Vilain                      | Conseiller régional d'Île-de-France Conseiller municipal de Juvisy-sur-Orge |
| 8e circonscription  | Nicolas Dupont-Aignan                     |       | DLF                                               | Ouiza Haddad                           | Maire d'Yerres (1995 → 2017)                                                |
| 9e circonscription  | Marie Guévenoux                           |       | LREM                                              | Christian Chardonnet                   |                                                                             |
| 10e circonscription | Pierre-Alain Raphan                       |       | LREM                                              | Sylvie Gibert                          |                                                                             |

## XIVelégislature (2012-2017)

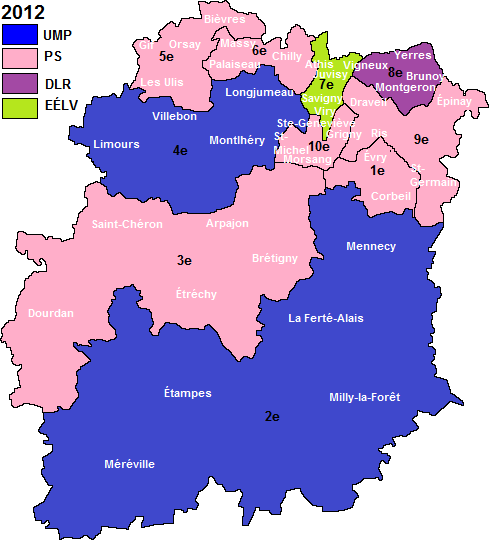
Carte électorale des circonscriptions en 2012.

|                           |                                    | Identité                                                        | Étiquette   | Autres mandats                                                                               | Suppléant(e)        |
| ------------------------- | ---------------------------------- | --------------------------------------------------------------- | ----------- | -------------------------------------------------------------------------------------------- | ------------------- |
| Première circonscription  |                                    | Manuel Valls jusqu'au 20 juillet 2012                           | PS          |                                                                                              |                     |
| Première circonscription  |                                    | Carlos Da Silva (suppléant)du 21 juillet 2012 au 6 janvier 2017 | PS          | Conseiller général du canton de Corbeil-Essonnes-Est                                         |                     |
| Première circonscription  |                                    | Manuel Valls depuis le 6 janvier 2017                           | PS puis DVG |                                                                                              |                     |
| Deuxième circonscription  |                                    | Franck Marlin                                                   | UMP         | Maire d’Étampes                                                                              | Bernard Bouley      |
| Troisième circonscription |                                    | Michel Pouzol                                                   | PS          | Conseiller général du canton de Brétigny-sur-Orge, conseiller municipal de Brétigny-sur-Orge | Maryvonne Boquet    |
| Quatrième circonscription |                                    | Nathalie Kosciusko-Morizet                                      | UMP         | Maire de Longjumeau                                                                          | Guy Malherbe        |
| Cinquième circonscription |                                    | Maud Olivier                                                    | PS          | Conseiller général du canton des Ulis, maire des Ulis                                        | David Ros           |
| Sixième circonscription   |                                    | François Lamy jusqu'au 21 juillet 2012                          | PS          |                                                                                              |                     |
| Sixième circonscription   |                                    | Jérôme Guedj (suppléant) du 22 juillet 2012 au 2 mai 2014       | PS          | Président du conseil général de l'Essonne, conseiller général du canton de Massy-Est         |                     |
| Sixième circonscription   | François Lamy depuis le 3 mai 2014 |                                                                 | PS          |                                                                                              |                     |
| Septième circonscription  |                                    | Éva Sas                                                         | EÉLV        |                                                                                              | Nicolas Gonnot (PS) |
| Huitième circonscription  |                                    | Nicolas Dupont-Aignan                                           | DLR         | Maire d’Yerres                                                                               | Martine Sureau      |
| Neuvième circonscription  |                                    | Thierry Mandon jusqu'au 3 juillet 2014                          | PS          | Conseiller général du canton de Ris-Orangis, maire de Ris-Orangis                            |                     |
| Neuvième circonscription  |                                    | Romain Colas (suppléant) depuis le 4 juillet 2014               | PS          | Maire de Boussy-Saint-Antoine                                                                |                     |
| Dixième circonscription   |                                    | Malek Boutih                                                    | PS          |                                                                                              | David Derrouet      |

## XIIIelégislature (2007-2012)

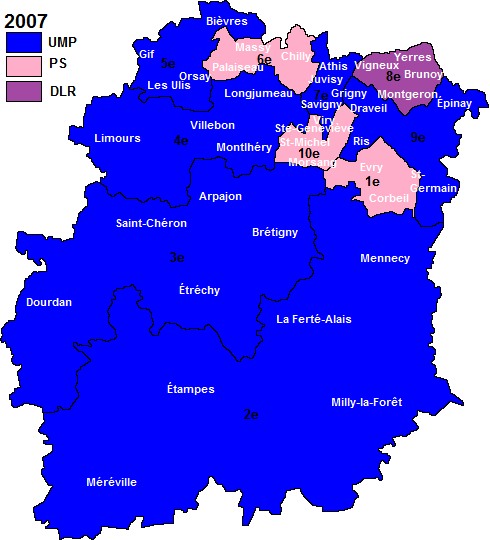
Carte électorale des circonscriptions en 2007.

|                           |  | Identité | Étiquette | Suppléant(e)     | Autres mandats                                                                  |
| ------------------------- |  | --- | --------- | ---------------- | ------------------------------------------------------------------------------- |
| Première circonscription  |  | Manuel Valls | PS        | Carlos Da Silva  | Maire d’Évry                                                                    |
| Deuxième circonscription  |  | Franck Marlin | UMP       | Bernard Bouley   | Maire d’Étampes                                                                 |
| Troisième circonscription |  | Geneviève Colot | UMP       | Denis Meunier    | Maire de Saint-Cyr-sous-Dourdan                                                 |
| Quatrième circonscription |  | Nathalie Kosciusko-Morizet puis le 20 juillet 2007 Guy Malherbe (suppléant) puis le 23 mars 2012 Nathalie Kosciusko-Morizet | UMP       |                  | Conseiller régional d'Île-de-France Maire d’Épinay-sur-Orge Maire de Longjumeau |
| Cinquième circonscription |  | Pierre Lasbordes | UMP       | Geneviève Mesqui | Conseiller régional d'Île-de-France                                             |
| Sixième circonscription   |  | François Lamy | PS        | Jérôme Guedj     | Maire de Palaiseau                                                              |
| Septième circonscription  |  | Jean Marsaudon puis le 19 septembre 2008 Françoise Briand (suppléante)                                                      | UMP       |                  | Maire de Savigny-sur-Orge -                                                     |
| Huitième circonscription  |  | Nicolas Dupont-Aignan | DLR       | Françoise Mucel  | Maire d’Yerres                                                                  |
| Neuvième circonscription  |  | Georges Tron puis le 23 avril 2010 Françoise de Salvador (suppléante) puis le 30 juin 2011 Georges Tron                     | UMP       |                  | Maire de Draveil - Maire de Draveil                                             |
| Dixième circonscription   |  | Julien Dray | PS        | Fatima Ogbi      | Vice-président du conseil régional d'Île-de-France                              |

## XIIelégislature (2002-2007)

Carte électorale des circonscriptions en 2002.

|                           |  | Identité                                                                              | Étiquette | Suppléant(e)       | Autres mandats                                     |
| ------------------------- |  | ------------------------------------------------------------------------------------- | --------- | ------------------ | -------------------------------------------------- |
| Première circonscription  |  | Manuel Valls                                                                          | PS        | Carlos Da Silva    | Maire d’Évry                                       |
| Deuxième circonscription  |  | Franck Marlin                                                                         | DVD       | Bernard Bouley     | Maire d’Étampes                                    |
| Troisième circonscription |  | Geneviève Colot                                                                       | UMP       | Jean Levilly       | Maire de Saint-Cyr-sous-Dourdan                    |
| Quatrième circonscription |  | Pierre-André Wiltzer, puis le 19 juillet 2002 Nathalie Kosciusko-Morizet (suppléante) | UMP       |                    | Maire de Longjumeau, Conseiller régional -         |
| Cinquième circonscription |  | Pierre Lasbordes                                                                      | UMP       | Geneviève Mesqui   | Conseiller régional d'Île-de-France                |
| Sixième circonscription   |  | François Lamy                                                                         | PS        | Jérôme Guedj       | Maire de Palaiseau                                 |
| Septième circonscription  |  | Jean Marsaudon                                                                        | UMP       | Corinne Haemmerlin | Maire de Savigny-sur-Orge                          |
| Huitième circonscription  |  | Nicolas Dupont-Aignan                                                                 | UMP       | Michèle Grouet     | Maire d’Yerres                                     |
| Neuvième circonscription  |  | Georges Tron                                                                          | UMP       | Daniel Besse       | Maire de Draveil                                   |
| Dixième circonscription   |  | Julien Dray                                                                           | PS        | Claire Robillard   | Vice-président du conseil régional d'Île-de-France |

## XIelégislature (1997-2002)

Carte électorale des circonscriptions en 1997.

|                           |  | Identité              | Étiquette | Suppléant(e)       | Autres mandats                                     |
| ------------------------- |  | --------------------- | --------- | ------------------ | -------------------------------------------------- |
| Première circonscription  |  | Jacques Guyard        | PS        | Alain Sauvreneau   | Maire d’Évry                                       |
| Deuxième circonscription  |  | Franck Marlin         | RPR       | Bernard Bouley     | Maire d’Étampes                                    |
| Troisième circonscription |  | Yves Tavernier        | PS        | Jean-Pierre Pillon | Maire de Dourdan, Conseiller général               |
| Quatrième circonscription |  | Pierre-André Wiltzer  | UDF       | Marc Gentilini     | Maire de Longjumeau, Conseiller régional           |
| Cinquième circonscription |  | Pierre Lasbordes      | RPR       | Geneviève Mesqui   | Vice-président du Conseil régional d'Île-de-France |
| Sixième circonscription   |  | François Lamy         | PS        | Jérôme Guedj       | Maire de Palaiseau                                 |
| Septième circonscription  |  | Jean Marsaudon        | RPR       | Michèle Adam       | Maire de Savigny-sur-Orge                          |
| Huitième circonscription  |  | Nicolas Dupont-Aignan | RPR       | Jeannine Perrot    | Maire d’Yerres                                     |
| Neuvième circonscription  |  | Georges Tron          | RPR       | Jacques-Louis Dôle | Maire de Draveil                                   |
| Dixième circonscription   |  | Julien Dray           | PS        | Claire Robillard   | Conseiller régional                                |

## Xelégislature (1993-1997)

Carte électorale des circonscriptions en 1993.

|                           |  | Identité                                                        | Étiquette | Suppléant(e)                                            | Autres mandats                                                    |
| ------------------------- |  | --------------------------------------------------------------- | --------- | ------------------------------------------------------- | ----------------------------------------------------------------- |
| Première circonscription  |  | Jacques Guyard                                                  | PS        | Jean Albouy                                             | Maire d’Évry                                                      |
| Deuxième circonscription  |  | Xavier Dugoin puis le 10/12/1995 Franck Marlin                  | RPR       | Jean-Jacques Boussaingault (suppléant de Xavier Dugoin) | Maire de Mennecy, Président du Conseil général de l'Essonne -     |
| Troisième circonscription |  | Jean de Boishue puis le 10/12/1995 Geneviève Colot (suppléante) | RPR       |                                                         | Maire de Brétigny-sur-Orge Maire de Saint-Cyr-sous-Dourdan        |
| Quatrième circonscription |  | Pierre-André Wiltzer                                            | UDF       | Marc Gentilini                                          | Conseiller régional                                               |
| Cinquième circonscription |  | Michel Pelchat puis le 10/12/1995 Jean-Marc Salinier            | UDF PS    | Bernard Mantienne (suppléant de Michel Pelchat)         | Vice-président du Conseil général de l'Essonne Conseiller général |
| Sixième circonscription   |  | Odile Moirin                                                    | RPR       | Vincent Delahaye (UDF)                                  |                                                                   |
| Septième circonscription  |  | Jean Marsaudon                                                  | RPR       | Claude Petit                                            | Maire de Savigny-sur-Orge, Conseiller général                     |
| Huitième circonscription  |  | Michel Berson                                                   | PS        | Jacques de Rive                                         | Maire de Crosne                                                   |
| Neuvième circonscription  |  | Georges Tron                                                    | RPR       | Jacques-Louis Dôle                                      | Maire de Draveil                                                  |
| Dixième circonscription   |  | Julien Dray                                                     | PS        | Claire Robillard                                        |                                                                   |

## IXelégislature (1988-1993)

Carte électorale des circonscriptions en 1988.

|                           |  | Identité                                                                | Étiquette | Suppléant(e)               | Autres mandats                                              |
| ------------------------- |  | ----------------------------------------------------------------------- | --------- | -------------------------- | ----------------------------------------------------------- |
| Première circonscription  |  | Jacques Guyard puis le 18/05/1991 Jean Albouy (suppléant)               | PS        |                            | Maire d’Évry Maire-adjoint de Corbeil-Essonnes              |
| Deuxième circonscription  |  | Xavier Dugoin                                                           | RPR       | Jean-Jacques Boussaingault | Maire de Mennecy, Président du Conseil général de l'Essonne |
| Troisième circonscription |  | Yves Tavernier                                                          | PS        | Paul Loridant              | Maire de Dourdan, Conseiller général                        |
| Quatrième circonscription |  | Pierre-André Wiltzer                                                    | UDF       | Maurice Picard             | Conseiller régional                                         |
| Cinquième circonscription |  | Michel Pelchat                                                          | UDF       | Bernard Mantienne          | Conseiller général                                          |
| Sixième circonscription   |  | Claude Germon                                                           | PS        | Michel Casteigts           | Maire de Massy                                              |
| Septième circonscription  |  | Marie-Noëlle Lienemann puis le 03/05/1992 Jean-Claude Ramos (suppléant) | PS        |                            | Maire d’Athis-Mons -                                        |
| Huitième circonscription  |  | Michel Berson                                                           | PS        | Patrice Finel              | Maire de Crosne                                             |
| Neuvième circonscription  |  | Thierry Mandon                                                          | PS        | Richard Messina            |                                                             |
| Dixième circonscription   |  | Julien Dray                                                             | PS        | Gérard Dupeyrat            |                                                             |

## VIIIelégislature (1986-1988)
|  | Identité             | Étiquette | Autres mandats                                |
|  | -------------------- | --------- | --------------------------------------------- |
|  | Michel Berson        | PS        | Maire de Crosne                               |
|  | Roger Combrisson     | PCF       | Maire de Corbeil-Essonnes, Conseiller général |
|  | Xavier Dugoin        | RPR       |                                               |
|  | Claude Germon        | PS        | Maire de Massy                                |
|  | Jacques Guyard       | PS        | Maire d’Évry                                  |
|  | Michel Pelchat       | UDF       | Conseiller général                            |
|  | Jean de Préaumont    | RPR       |                                               |
|  | Michel de Rostolan   | FN        |                                               |
|  | Yves Tavernier       | PS        | Maire de Dourdan, Conseiller général          |
|  | Pierre-André Wiltzer | UDF       |                                               |

Pas de suppléants.

## VIIelégislature (1981-1986)

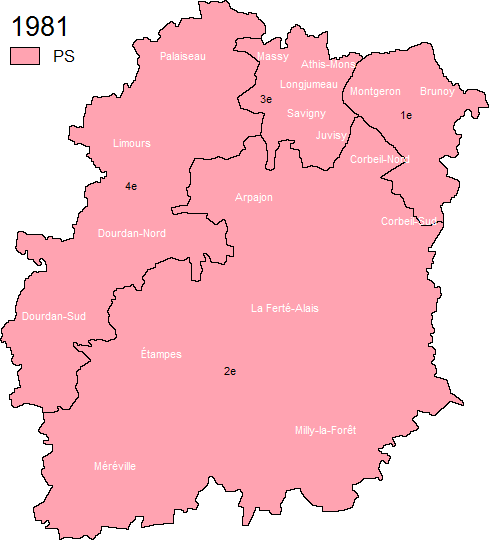
Carte électorale des circonscriptions en 1981.

|                           |  | Identité       | Étiquette | Suppléant(e)    | Autres mandats                       |
| ------------------------- |  | -------------- | --------- | --------------- | ------------------------------------ |
| Première circonscription  |  | Michel Berson  | PS        | Jean Albouy     | Maire de Crosne                      |
| Deuxième circonscription  |  | Jacques Guyard | PS        | Josette Dufourg | Maire d’Évry                         |
| Troisième circonscription |  | Claude Germon  | PS        | Louis Desbordes | Maire de Massy                       |
| Quatrième circonscription |  | Yves Tavernier | PS        | Paul Loridant   | Maire de Dourdan, Conseiller général |

## VIelégislature (1978-1981)

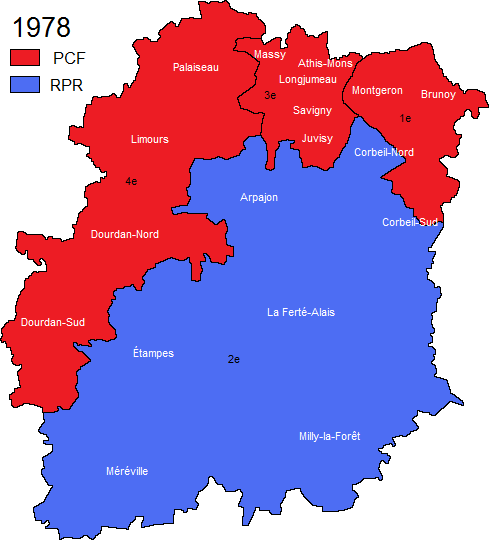
Carte électorale des circonscriptions en 1978.

|                           |  | Identité         | Étiquette | Suppléant(e)     | Autres mandats                                                     |
| ------------------------- |  | ---------------- | --------- | ---------------- | ------------------------------------------------------------------ |
| Première circonscription  |  | Roger Combrisson | PCF       | Pierre Bonningue | Maire de Corbeil-Essonnes                                          |
| Deuxième circonscription  |  | Bernard Pons     | RPR       | Jean Coulombel   |                                                                    |
| Troisième circonscription |  | Pierre Juquin    | PCF       | Sylvie Jan       |                                                                    |
| Quatrième circonscription |  | Robert Vizet     | PCF       | Claude Schuhl    | Maire de Palaiseau, Vice-président du Conseil général de l'Essonne |

## Velégislature (1973-1978)
| Circ. | Nom Parti politique | Nom Parti politique                                    | Autres mandats                                   | Suppléant(e)        |
| ----- | ------------------- | ------------------------------------------------------ | ------------------------------------------------ | ------------------- |
| 1re   |                     | Roger Combrisson Parti communiste français             | Maire (Corbeil-Essonnes) Conseiller général      | Gabriel Duc         |
| 2e    |                     | Michel Boscher Union des démocrates pour la République | Maire (Évry)                                     | Louis Eelbode       |
| 3e    |                     | Pierre Juquin Parti communiste français                |                                                  | Geneviève Rodriguez |

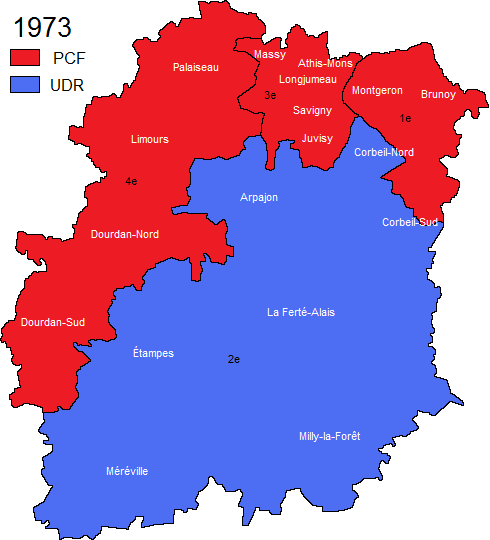
Carte électorale des circonscriptions en 1973.

| 4e    |                     | Robert Vizet Parti communiste français                 | Maire (Palaiseau) Conseiller général (Palaiseau) | Claude Schuhl       |

## IVelégislature (1968-1973)

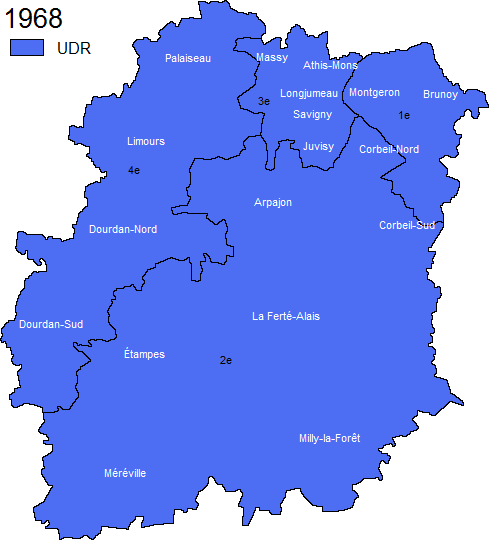
Carte électorale des circonscriptions en 1968.

|                           |  | Identité                                                  | Étiquette | Suppléant(e)           | Autres mandats                       |
| ------------------------- |  | --------------------------------------------------------- | --------- | ---------------------- | ------------------------------------ |
| Première circonscription  |  | Jean-Claude Fortuit                                       | UDR       | Marcel Sieffert        | Conseiller général                   |
| Deuxième circonscription  |  | Michel Boscher                                            | UDR       | Jean-Claude Schweitzer | Maire d’Évry                         |
| Troisième circonscription |  | Jacques Mercier                                           | UDR       | Jean-Louis Roche       |                                      |
| Quatrième circonscription |  | Léo Hamon puis le 23/07/1969 Maurice Fraudeau (suppléant) | UDR       |                        | Maire de Gometz-la-Ville (1971-1977) |

## IIIelégislature (1967-1968)
| Circ. | Nom Parti politique | Nom Parti politique                                       | Autres mandats                               | Suppléant(e)      |
| ----- | ------------------- | --------------------------------------------------------- | -------------------------------------------- | ----------------- |

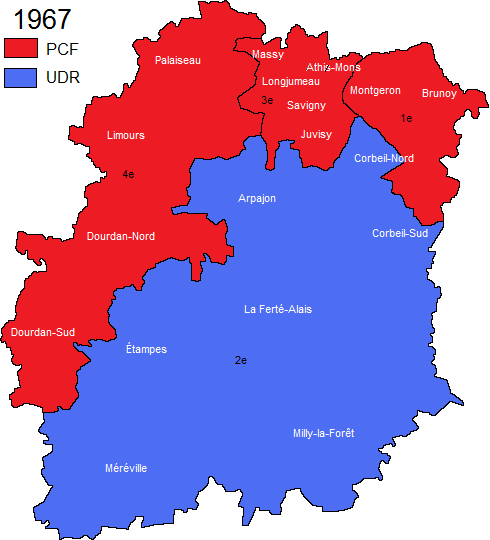
Carte électorale des circonscriptions en 1967.

| 1re   |                     | Roger Combrisson Parti communiste français                | Maire de Corbeil-Essonnes Conseiller général | Gabriel Duc       |
| 2e    |                     | Michel Boscher Union des démocrates pour la Ve République | Maire d'Évry                                 | Gabriel Barrière  |
| 3e    |                     | Pierre Juquin Parti communiste français                   |                                              | Charles Guyonneau |
| 4e    |                     | Robert Vizet Parti communiste français                    | Conseiller général (Palaiseau)               | Bernard Malgrange |